# Stade Menaouer-Kerbouci
 (mars 2025).
Si vous disposez d'ouvrages ou d'articles de référence ou si vous connaissez des sites web de qualité traitant du thème abordé ici, merci de compléter l'article en donnant les références utiles à sa vérifiabilité et en les liant à la section « Notes et références ».
Le stade Menouar Kerbouci (en arabe : ملعب منور كربوسي), est un stade de football dont la capacité est de 10 000 places, et revêtu en gazon artificiel 4e génération.
Il est situé dans la ville algérienne d’Arzew. Il fais office de stade d'entrainement du club résident : l’Olympic Moustakbel Arzew.

## Histoire
Le stade est baptisé au nom de Menaouar Kerbouci, militant pour l’indépendance de l’Algérie et syndicaliste, mort au combat en 1962; il avait fondé l’«OMA» en 1947, l'Olympique Musulman d'Arzew en remplacement de l'ancien nom colonial du club.